# アフロサムライ
『アフロサムライ』（AFRO SAMURAI）は、岡崎能士の自費出版による漫画、またそれを原作とするGONZO製作のテレビアニメ作品。
漫画は1998年に自費出版誌『ノウノウハウ』上に掲載され、アニメは2007年1月にアメリカのパラマウント・ネットワークで初めて放送された。日本では2007年5月3日の23時00分 - 24時30分、同年5月4日23時00分 - 24時00分に2夜連続でディレクターズ・カット完全版がWOWOWにて放送された。主人公の声優も務めたサミュエル・L・ジャクソン主演で、実写映画化も企画されている。全5話。時代劇とヒップ・ホップやソウルが好きな著者が、アメリカ人が考えるような間違った日本観を逆手にとって創作した作品である。アニメ映画はエミー賞を受賞。

## ストーリー
「一番」のハチマキを持つ者は世界を制する力を得る。「一番」に挑戦できるのは「二番」のハチマキを持つ者のみ。だが「二番」に対しては誰でも挑戦でき、ハチマキを狙う者達から常に襲われ続けることになる。かつて「一番」を持つ父を殺されたアフロは復讐のため「二番」を手に入れ、終わることのない戦いに身を投じる。

## 登場人物
アフロサムライ
声 - サミュエル・L・ジャクソン
黒人でアフロヘアーが特徴のサムライ。父の仇を討つべく旅をする。寡黙な性格。レモネードが好物。
ニンジャニンジャ
声 - サミュエル・L・ジャクソン（二役）
アフロにつきまとっている忍者。アフロとは対照的に非常に陽気。
ジャスティス
声 - ロン・パールマン
一番のハチマキを持つガンマン。アフロが仇として狙う。
お菊
声 - ケリー・ヒュー
重傷を負ったアフロを介抱する女性。
クマサムライ
クマの着ぐるみの頭を被りアフロの前に現れたサムライ。

## スタッフ
- 原作 - 岡崎能士
- 監督 - 木﨑文智
- 脚本 - 山下友弘、むとうやすゆき、Derek Draper（英語脚本）、Chris Yoo（英語脚本）
- キャラクターデザイン - 飯島弘也
- 音楽 - RZA
- アニメーション制作 - GONZO

## 続編
続編として『アフロサムライ：レザレクション』が製作され、日本では2009年12月12日に公開された。2009年10月7日現在、アフロサムライ第3弾の製作のオファーがきていることが『アフロサムライ：レザレクション』の日本版公式サイトにて明かされている。